# 牧水・短歌甲子園
牧水・短歌甲子園（ぼくすい・たんかこうしえん）は宮崎県日向市が主催し、2011年から開催している高校生を対象とした短歌の全国大会。当地出身の歌人若山牧水を顕彰する大会である。岩手県盛岡市で毎年同時期に開催される全国高校生短歌大会も「短歌甲子園」の愛称があるが、別の大会である。

## 概要
毎年8月下旬に、予選を勝ち抜いた全国12チーム（1チーム3名）によって行われる。1次リーグを1グループ3校で争い、その中から1校だけが決勝トーナメントに進むことができ、トーナメント戦で決勝戦まで行われる。野球の打順に見立てて、1番から3番まで順番に短歌を披露し、批評し合う。全国高校生短歌大会との違いとしては、作品だけではなくディベートも加味して勝敗が判断されること（この点は俳句甲子園に近い）、短歌が三行書きではなく一行書きで表記されることが挙げられる。
準決勝は題詠、決勝は自由題。4人の審査員が投票して勝敗が決まる。審査員は伊藤一彦、俵万智、大口玲子、笹公人。
個人作品の表彰もある。

## 歴代成績
| 回数              | 優勝                   | 準優勝             |
| ----------------- | ---------------------- | ------------------ |
| 第1回 （2011年）  | 宮崎県立妻             | 宮崎県立宮崎大宮   |
| 第2回 （2012年）  | 宮崎県立宮崎西         | 沖縄県立八重山商工 |
| 第3回 （2013年）  | 宮崎県立高鍋           | 宮崎県立宮崎西     |
| 第4回 （2014年）  | (福岡)福岡女学院       | 宮崎県立宮崎大宮   |
| 第5回 （2015年）  | 宮崎県立延岡           | (福岡)福岡女学院   |
| 第6回 （2016年）  | 宮崎県立宮崎商業       | 宮崎県立宮崎西     |
| 第7回 （2017年）  | 神奈川県立横浜翠嵐     | 宮崎県立延岡       |
| 第8回 （2018年）  | 宮崎県立宮崎西         | 宮崎県立宮崎商業   |
| 第9回 （2019年）  | 宮崎県立宮崎西         | 石川県立金沢錦丘   |
| 第10回 （2020年） | (三重)高田             | 宮崎県立宮崎西     |
| 第11回 (2021年)   | (東京)渋谷教育学園渋谷 | 宮崎県立宮崎西     |
| 第12回 (2022年)   | 宮崎県立宮崎西         | 宮城県気仙沼       |
| 第13回 (2023年)   | 東京都立武蔵           | 宮崎県立宮崎大宮   |
| 第14回 (2024年)   | (沖縄)興南             | 宮崎県立宮崎商業   |
| 第15回 (2025年)   | 宮崎県立宮崎北         | (愛知)名古屋       |

| 回数              | 賞                                     | 作品                                                               | 作者                               |
| ----------------- | -------------------------------------- | ------------------------------------------------------------------ | ---------------------------------- |
| 第1回 （2011年）  | 若山牧水記念文学館長賞                 | ３５７私の頭の奇数色青いままでは不安は割れない                     | 早瀬梨花(宮崎県立日向)             |
| 第2回 （2012年）  | 牧水賞                                 | ねじ花のらせん階段駆けのぼり君の瞳にわたしを映す                   | 海老原愛(宮崎県立宮崎西)           |
| 第2回 （2012年）  | 若山牧水記念文学館長賞                 | いつもより高く結んだポニーテール揺らして君の朝を横切る             | 海老原愛(宮崎県立宮崎西)           |
| 第3回 （2013年）  | 牧水賞                                 | 「やるせない」「つらい」「せつない」放課後の類語辞典に私を探す     | 佐藤美晴(宮崎県立宮崎西)           |
| 第3回 （2013年）  | 若山牧水記念文学館長賞                 | 砂漠にも夜が来ていた水を抱き立ちつくしているサボテンがいる         | 川﨑瑞季(宮崎県立宮崎大宮)         |
| 第4回 （2014年）  | 牧水賞                                 | 帰り道赤信号が嬉しくて君との時間ちょっぴり延長                     | 武井久美(沖縄県立八重山商工)       |
| 第4回 （2014年）  | 若山牧水記念文学館長賞                 | 「小石」浜「恋し」と代えて駅に吊るホタテの絵馬に君の名を書く       | 山本莉菜(岩手県立盛岡第二)         |
| 第5回 （2015年）  | 牧水賞                                 | じっちゃあよこれが二高の制服なん胸はりみせる彼岸の墓前             | 角掛風香(岩手県立盛岡第二)         |
| 第5回 （2015年）  | 若山牧水記念文学館長賞                 | ツチノコを見たＫ君と共に解く『男子のための恋愛検定』               | 牧将暉(宮崎県立宮崎商業)           |
| 第5回 （2015年）  | 俵万智賞                               | 授業中廊下の窓をマンボウのように横切る校長先生                     | 宮本卓明(宮崎県立宮崎西)           |
| 第5回 （2015年）  | 大口玲子賞                             | 「数式ってきれい」と笑う君こそが僕の解きたい方程式だ               | 平田寛樹(沖縄県立球陽)             |
| 第5回 （2015年）  | 笹公人賞                               | 新作のキャラメル味と目が合えば買わざるを得ない私はかわいいい       | 上妻真緒(宮崎県立延岡)             |
| 第5回 （2015年）  | 日向若山牧水顕彰会長賞                 | 抛られた言葉を消せる消しゴムがあったらなんて考える夏               | 川上このか(岐阜県立飛騨神岡)       |
| 第6回 （2016年）  | 牧水賞                                 | きみが好き「ｔｈ」の発音とか自転車を漕いでる背中の角度とか、とか、 | 牧将暉(宮崎県立宮崎商業)           |
| 第6回 （2016年）  | 若山牧水記念文学館長賞                 | 降水の確率二割で傘を持つ我が恋敵は持たないはずだ                   | 小嶋伸介(福岡県立八女)             |
| 第6回 （2016年）  | 俵万智賞                               | 夏だね、と話しかければ蕎麦の花こぼれるばかりあなたの夏は           | 杉本茜(神奈川県立横浜翠嵐)         |
| 第6回 （2016年）  | 大口玲子賞                             | さっきまで変な人だと思ってたもぞもぞするのは恋だったんだ           | 三樹初菜(宮崎県立延岡)             |
| 第6回 （2016年）  | 笹公人賞                               | ひと声でメスを集める野良猫よ恋の鳴き方教えておくれ                 | 木村一平(福岡県立八女)             |
| 第6回 （2016年）  | 日向若山牧水顕彰会長賞                 | テレビから「花は咲く」が流れれば隣で母は涙溜めてる                 | 熊谷友里(岩手県立盛岡第二)         |
| 第7回 （2017年）  | 牧水賞                                 | 強がりの言葉並べる君を見て守りたくなる小さな背中                   | 中川繭子(宮崎県立日向)             |
| 第7回 （2017年）  | 若山牧水記念文学館長賞                 | アボガドの種をくり抜くその海を愛するようにスプーンの舟             | 山本菜々香(石川県立金沢錦丘)       |
| 第7回 （2017年）  | 俵万智賞                               | 屋上のフェンスに二人もたれてる「七月六日は何の日だっけ」           | 古野間百花((東京)東京家政学院)     |
| 第7回 （2017年）  | 大口玲子賞                             | 暁の日本海に着弾すイカ釣り船の真上を越えて                         | 髙橋このみ(石川県立金沢錦丘)       |
| 第7回 （2017年）  | 笹公人賞                               | 担任と母が衝突する真夏ただ眺めおり海王星より                       | 今東壮之晟(宮崎県立宮崎西)         |
| 第7回 （2017年）  | 日向若山牧水顕彰会長賞                 | 鳥はいつ自分が飛べると知るのだろう屋上に踏み込むときの風           | 神野優菜((福岡)福岡女学院)         |
| 第8回 （2018年）  | 牧水賞                                 | 鮎の骨そっと引き抜くやさしさで居眠りの母の眼鏡をはずす             | 宮本陽香(宮崎県立宮崎西)           |
| 第8回 （2018年）  | 若山牧水記念文学館長賞                 | ぶつかって理解しあえて抱きあって涙は永遠に光源となる               | 齊藤若菜((北海道)札幌創成)         |
| 第8回 （2018年）  | 俵万智賞                               | 向日葵をぐいと見上げる角度にてはじめてひとに贈るくちびる           | 宮本陽香(宮崎県立宮崎西)           |
| 第8回 （2018年）  | 大口玲子賞                             | 「片想い」と言う名で君を憎んでた涙も出ずに気づいた夜明け           | 望月菜緒((北海道)札幌創成)         |
| 第8回 （2018年）  | 笹公人賞                               | ケンカしてコンビニよって愚痴言って夏のアイスはズルズル溶けて       | 黒木もえ(宮崎県立宮崎商業)         |
| 第8回 （2018年）  | 日向若山牧水顕彰会長賞                 | 年々に寄贈されたるパイプ椅子並びて閉校式が始まる                   | 帖佐光浩(宮崎県立宮崎西)           |
| 第9回 （2019年）  | 牧水賞                                 | 兄と空けたワインボトルをアルバムのように眺める父の横顔             | 宮本陽香(宮崎県立宮崎西)           |
| 第9回 （2019年）  | 若山牧水記念文学館長賞                 | 流星群見上げる夏のベランダに叶わなかった母の恋聞く                 | 浦田ゆり(宮崎県立宮崎南)           |
| 第9回 （2019年）  | 俵万智賞                               | 顔面がひっくり返るくらい泣く居間に酸っぱいプラムの匂い             | 國﨑萌子(岩手県立盛岡第三)         |
| 第9回 （2019年）  | 大口玲子賞                             | 水香るスタート台に手をかけて号令までの孤独を抱く                   | 及川亜美(岩手県立盛岡第三)         |
| 第9回 （2019年）  | 笹公人賞                               | 荒神の面をはずしたじいちゃんがにっこり笑う人にもどりて             | 佐藤ひかる(宮崎県立宮崎南)         |
| 第9回 （2019年）  | 日向若山牧水顕彰会長賞                 | 海底の隆起で生まれたこの町で恋をしているダイナミックに             | 沖村采城(石川県立金沢錦丘)         |
| 第10回 （2020年） | 若山牧水記念文学館長賞                 | 瞬きで夕焼け丸ごと切り取って私は完全無欠になりたい                 | 亀谷柊瑠((三重)高田)               |
| 第10回 （2020年） | 俵万智賞                               | 優しさはつながり光の輪をつくる春の厨に小瓶が並ぶ                   | 赤津百夏(茨城県立並木)             |
| 第10回 （2020年） | 大口玲子賞                             | 吾の肉も地面にズンと溶けてゆくそこから芽生え始める若葉             | 辻愛生((福岡)福岡女学院)           |
| 第10回 （2020年） | 笹公人賞                               | 瞬きで夕焼け丸ごと切り取って私は完全無欠になりたい                 | 亀谷柊瑠((三重)高田)               |
| 第10回 （2020年） | 日向若山牧水顕彰会長賞                 | 茜時祖母の話を聞きたくてリンゴの皮は丁寧に剝く                     | 小板橋彩花((群馬)高崎商科大学附属) |
| 第10回 （2020年） | 牧水・短歌甲子園実行委員会会長賞       | 水切りは水面を三度跳ねるまで恋は相手に気付かれるまで               | 前川陽香((三重)高田)               |
| 第10回 （2020年） | 牧水・短歌甲子園ＯＢＯＧ会「みなと」賞 | 毛穴全部にＵＳＢをぶちこみたいって言えないくらい貴方が好きよ       | 三浦香穂(岩手県立盛岡第一)         |
| 第11回 （2021年） | 若山牧水記念文学館長賞                 | 雨粒が急に大きくなるように口から溢れ出てくる本音                   | 辻愛生((福岡)福岡女学院)           |
| 第11回 （2021年） | 俵万智賞                               | 口癖の「たぶん」「かもね」が似ちゃったな婉曲してる君が好き かも    | 平野咲良(宮崎県立宮崎大宮)         |
| 第11回 （2021年） | 大口玲子賞                             | 選曲は三年前とおんなじで私のパート妹が吹く                         | 深澤希実(山梨県立甲府東)           |
| 第11回 （2021年） | 笹公人賞                               | 店頭に沈黙のまま列を成す選び抜かれた林檎ばかりが                   | 岸本花梨((三重)高田)               |
| 第11回 （2021年） | 日向若山牧水顕彰会長賞                 | 昨日より二センチ髪を高く結い向かうは君の目の前の席                 | 灘琴乃((宮崎)尚学館)               |
| 第11回 （2021年） | 牧水・短歌甲子園実行委員会会長賞       | 鶏を万で数える殺処分「死者九名」の見出しのとなりに                 | 後藤匠人(宮崎県立宮崎西)           |
| 第11回 （2021年） | 牧水・短歌甲子園ＯＢＯＧ会「みなと」賞 | 耳鳴りをきちんと最後まで聴けばきっと宇宙の端のひろがり             | 嶋津岳大((東京)渋谷教育学園渋谷)   |
| 第12回 （2022年） | 牧水賞                                 | どこまでは許されるのか知りたくて君の背中に海月を入れた             | 水野春予(大阪府立咲くやこの花)     |
| 第12回 （2022年） | 若山牧水記念文学館長賞                 | モータルな隙間デパートの紙袋だけ詰め込んで隠そうとする             | 酒井宏太郎(筑波大附属)             |
| 第12回 （2022年） | 日向若山牧水顕彰会長賞                 | 居残りの被服室の友繰り返す途切れ途切れのミシンの音色               | 河内優桜(宮崎県立富島)             |
| 第12回 （2022年） | 俵万智賞                               | 初恋はレモンの味だと言うけれどシチリアですか瀬戸内ですか           | 及川舞(宮城県気仙沼)               |
| 第12回 （2022年） | 大口玲子賞                             | 青空に背筋伸ばした整列の制服は白夏雲は白                           | 藥丸涼花(大阪府立咲くやこの花)     |
| 第12回 （2022年） | 笹公人賞                               | 夏祭り恋に落ちゆく友を見て しぼんだヨーヨー吊り下げ帰る            | 茶圓七海((宮崎)尚学館)             |
| 第12回 （2022年） | 牧水・短歌甲子園実行委員会会長賞       | リリカルな寝息、グラスのアイスキューブ、南極の映像、あ、天使の間   | 永井敦也(筑波大附属)               |
| 第12回 （2022年） | 牧水・短歌甲子園ＯＢＯＧ会「みなと」賞 | 自転車に忘れていたねコカコーラ噴き出るような初恋だった             | 窪田麗未(宮崎県立宮崎商業)         |
| 第13回 （2023年） | 牧水賞                                 | 母に似た言葉遣いと表情は敵になったり味方になったり                 | 佐野史絵那((埼玉)星野)             |
| 第13回 （2023年） | 若山牧水記念文学館長賞                 | 求めてた言葉出るまで脳内で告白ガチャを回す爆死す                   | 安田湖夏(東京都立武蔵)             |
| 第13回 （2023年） | 日向若山牧水顕彰会長賞                 | ドア閉まり君と二人のエレベーター上がりっぱなしの恋エネルギー       | 東木場葵((宮崎)尚学館)             |
| 第13回 （2023年） | 俵万智賞                               | ダッシュから競歩に変わる点滅の青信号のあと一歩半                   | 安田湖夏(東京都立武蔵)             |
| 第13回 （2023年） | 大口玲子賞                             | この町の海には言葉が浮いている僕はさよならばかり集めた             | 昆野永遠(宮城県気仙沼)             |
| 第13回 （2023年） | 笹公人賞                               | 言葉なき赤子へ指を差し出せばアサガオのつるのごと掴まれて           | 古谷明希歩(宮崎県立宮崎西)         |
| 第13回 （2023年） | 牧水・短歌甲子園実行委員会会長賞       | 一すじの言葉が進む方角にやさしい朝がありますように                 | 西昂希(東京都立武蔵)               |
| 第13回 （2023年） | 牧水・短歌甲子園ＯＢＯＧ会「みなと」賞 | 恋しいは「miss」であること 間違いのない感情に霧雨が降る            | 古谷明希歩(宮崎県立宮崎西)         |
| 第14回 （2024年） | 牧水賞                                 | 窓の外見るふりをして君を見る白いブラウス夏はこれから               | 請関真歩((宮崎)尚学館)             |
| 第14回 （2024年） | 若山牧水記念文学館長賞                 | この恋が終われば死ぬと言い放つ百物語みたいなあのこ                 | 森山文結((宮崎)尚学館)             |
| 第14回 （2024年） | 日向若山牧水顕彰会長賞                 | 「あの頃はイケメンだったあの頃は…」父を横目にはずむ恋バナ          | 那須みらい(宮崎県立日向)           |
| 第14回 （2024年） | 俵万智賞                               | 「あと五分バスが遅れて欲しい、かも」あなたの語尾の鳥がはばたく     | 相模奈緒(神奈川県立光陵)           |
| 第14回 （2024年） | 大口玲子賞                             | 人間は濡れたらきれいゆるやかに恋は樹林のように果てるの             | 知念ひなた((沖縄)興南)             |
| 第14回 （2024年） | 笹公人賞                               | 押し入れのカセットテープが記憶するハツラツとした生前の死語         | 峯田陽仁(東京都立豊多摩)           |
| 第14回 （2024年） | 牧水・短歌甲子園実行委員会会長賞       | 山々が消えても消えぬそよ風を大きく吸って日向を望む                 | 古川真帆(神奈川県立光陵)           |
| 第14回 （2024年） | 牧水・短歌甲子園ＯＢＯＧ会「みなと」賞 | 泣くほどに麩菓子を頬に詰めこんでお金のかかる子供でありたい         | 加藤湊人((兵庫)灘)                 |
| 第15回 （2025年） | 牧水賞                                 | 父はなぜ手相占い信じずに足つぼだけは信じ続ける                     | 熊谷涼那(福岡県立八女)             |
| 第15回 （2025年） | 若山牧水記念文学館長賞                 | なまってもサ行鋭く響くだろうアナウンサーが〈処理水〉と言う         | 重黒木俊陽(NHK学園)                |
| 第15回 （2025年） | 日向若山牧水顕彰会長賞                 | アルバムのばあちゃん見つめるじいちゃんの目は初恋のあの日のように   | 熊谷涼那(福岡県立八女)             |
| 第15回 （2025年） | 俵万智賞                               | 調停が終わった母に連れられてソーダ水には嘘めく緑                   | 近藤理仁((愛知)名古屋)             |
| 第15回 （2025年） | 大口玲子賞                             | 弁当を分け合っている屋上の留学生と留年生と                         | 細田連太郎((愛知)名古屋)           |
| 第15回 （2025年） | 笹公人賞                               | 耳川にさらすこころは水心さらさらまんざらでもない君へ               | 帯谷到子((宮崎)尚学館)             |
| 第15回 （2025年） | 牧水・短歌甲子園実行委員会会長賞       | 共学化した高校の男女比がサウジアラビアぐらいだってさ               | 細田連太郎((愛知)名古屋)           |
| 第15回 （2025年） | 牧水・短歌甲子園ＯＢＯＧ会「みなと」賞 | もし僕が空を自由に飛べたなら学校の窓から帰るのに                   | 重黒木侑(宮崎県立延岡工業)         |